# Teodor Kosicki
Teodor Kosicki herbu Łuk (ur. 1766 w sandomierskim) – podbrygadier z rangą porucznika Korpusu Kadetów, kapitan 15. Regimentu Pieszego Koronnego w czasie insurekcji kościuszkowskiej, zastępca prefekta departamentu radomskiego w czasie Księstwa Warszawskiego, wolnomularz, członek lóż Jutrzenka Wschodząca i Rycerze Gwiazdy. 